# بخش ابوویل
بخش ابوویل (به فرانسوی: Arrondissement d'Abbeville) یک بخش در فرانسه است که در سم واقع شده‌است.